# Миролюбівка (Вознесенський район)
Миролю́бівка — село в Україні, у Новомар'ївській сільській громаді Вознесенського району Миколаївської області. Населення становить 348 осіб. До 2018 року орган місцевого самоврядування — Миролюбівська сільська рада.

## Населення
Згідно з переписом УРСР 1989 року чисельність наявного населення села становила 292 особи, з яких 131 чоловік та 161 жінка.
За переписом населення України 2001 року в селі мешкало 346 осіб.

### Мова
Розподіл населення за рідною мовою за даними перепису 2001 року:
| Мова       | Відсоток |
| ---------- | -------- |
| українська | 92,24 %  |
| вірменська | 3,16 %   |
| молдовська | 2,87 %   |
| російська  | 1,72 %   |